# Naturschutzbund Deutschland
Naturschutzbund Deutschland NABU (Naturbeskyttelsesforbund Tyskland ) er en forening i Tyskland som arbejder med natur- og miljøspørgsmål. Foreningen blev oprettet i 1899 af Lina Hähnle i Stuttgart "Bund für Vogelschutz" (Foreningen for fuglebeskyttelse). Fra 1991 ændredes navnet til  Naturschutzbund Deutschland. Formand er  Olaf Tschimpke. Naturschutzjugend NAJU (Natur og ungdom) er en selvstændig ungdomsorganisation til NABU.
NABU havde i 2014  560.000 medlemmer  og er medlem af BirdLife International.